# 스트레치 (2014년 영화)
《스트레치》(영어: Stretch)는 미국에서 제작된 조 카너핸 감독의 2014년 범죄 코미디 영화이다. 패트릭 윌슨, 크리스 파인, 제임스 배지 데일, 브루클린 데커, 제시카 앨바, 크리스 파인 등이 출연하였다.

## 출연
- 패트릭 윌슨
- 크리스 파인
- 에드 헬름스
- 제시카 앨바
- 제임스 배지 데일
- 브루클린 데커
- 벤 브레이
- 랜디 코투어
- 맷 윌리그
- 숀 투브
- 레이 리오타
- 데이비드 해슬호프
- 노먼 리더스
- 숀 화이트
- 제이슨 맨주커스
- 민디 로빈슨

## 기타 제작진
- 세트: 로리 메이저
- 의상: 리사 노샤